# Väo
Väo est un quartier du district de  Lasnamäe à Tallinn en Estonie.

## Description
Le quartier borde la rivière Pirita.  Väo est très peu peuplé en 2019, il ne compte que 126 habitants.
Sa superficie est de 4,08 km2.
Väo est limitrophe des quartiers de Priisle, Seli, Mustakivi, Tondiraba et Sõjamäe ainsi que des communes de Jõelähtme et Rae.
Les rues du quartier sont Betooni tänav, Jõesaare tänav, Jõemäe tänav, Lagedi tee, Paneeli tänav, Pendi tänav, Peterburi tee, Plaasi tänav, Priimurru tänav, Tooma tänav, Väo tee et Väomurru tänav.

## Population
| 2008 | 2010 | 2011 | 2012 | 2013 | 2014 |
| ---- | ---- | ---- | ---- | ---- | ---- |
| 129  | 123  | 116  | 127  | 128  | 130  |

| 2015 | 2016 | 2017 | 2018 | 2019 | 2020 |
| ---- | ---- | ---- | ---- | ---- | ---- |
| 126  | 136  | 130  | 122  | 126  | 127  |

| 2021 | 2022 | - | - | - | - |
| ---- | ---- | - | - | - | - |
| 118  | 118  | - | - | - | - |

## Transports
Les lignes de bus n° 55, 104, 104A, 104B, 106A, 152, 152B, 153, 154, 156 desservent le quartier.

## Lieux et monuments
A Väo se trouvent plusieurs immeubles de bureaux et entrepôts et un hypermarché de la chaîne de vente au détail Rimi construits en 2018.
Le quartier compte aussi la centrale électrique de Väo, le lac Tooma et le ruisseau Väo.

## Galerie

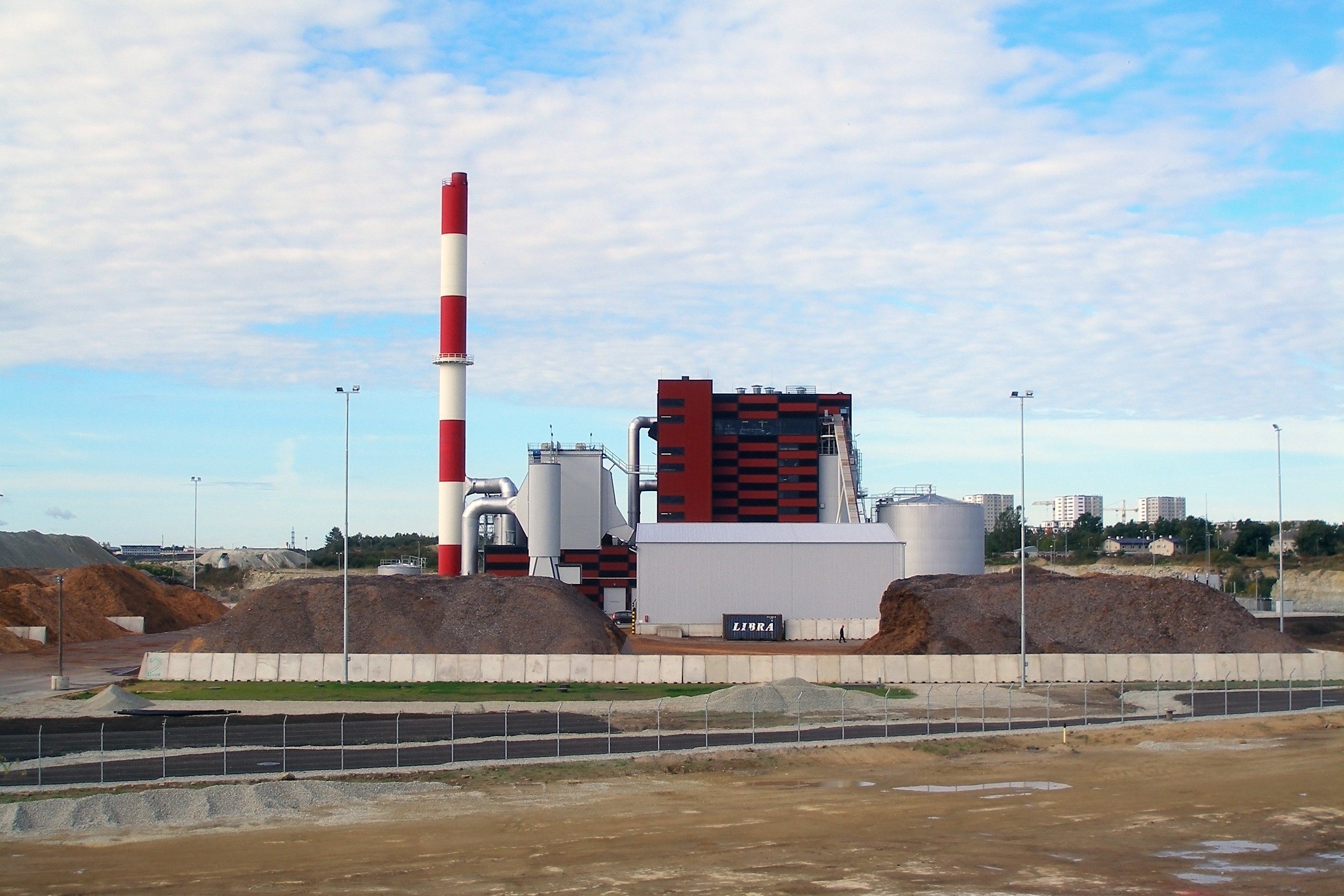
Centrale électrique de Väo.
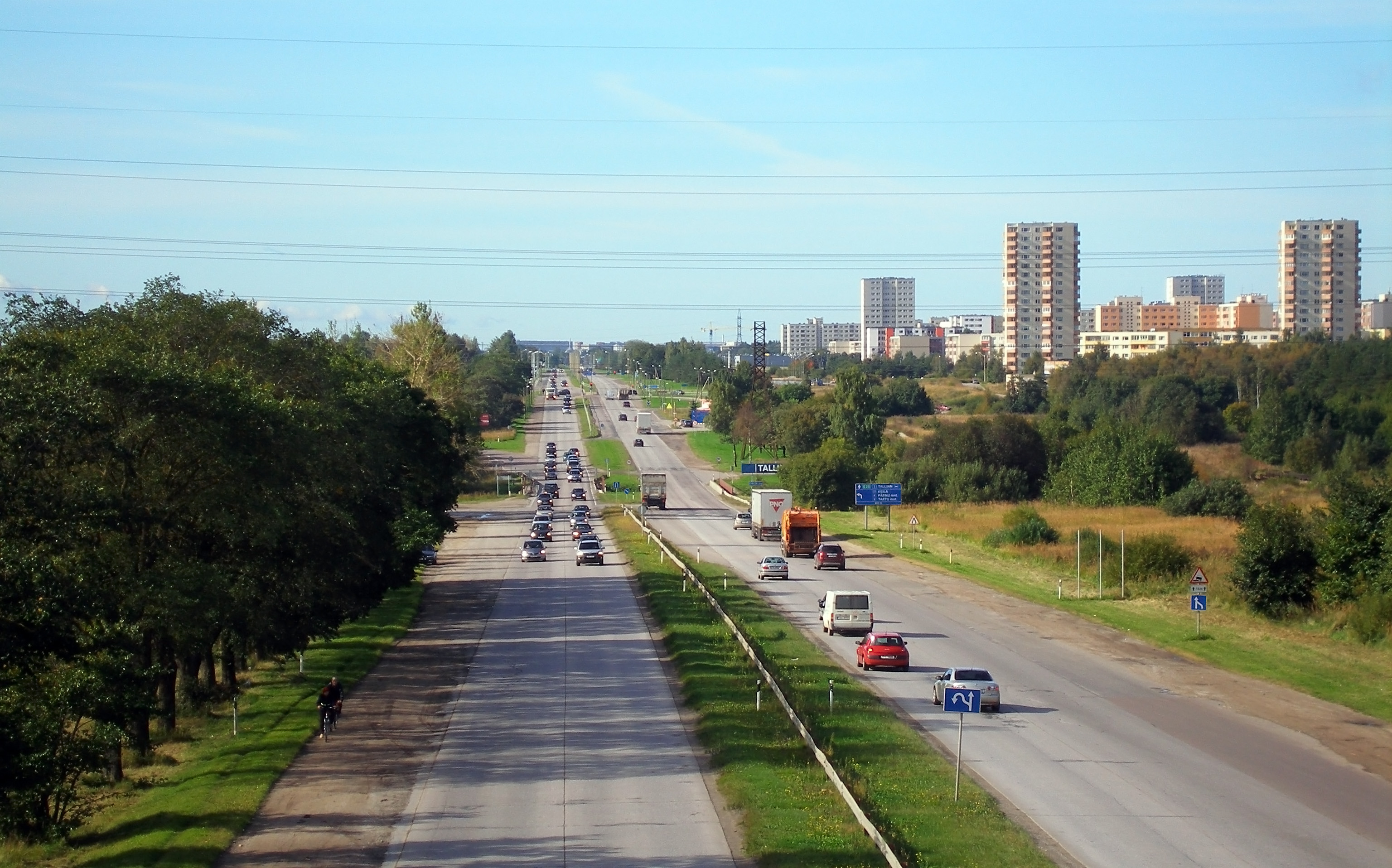
Autoroute Tallinn-Narva.
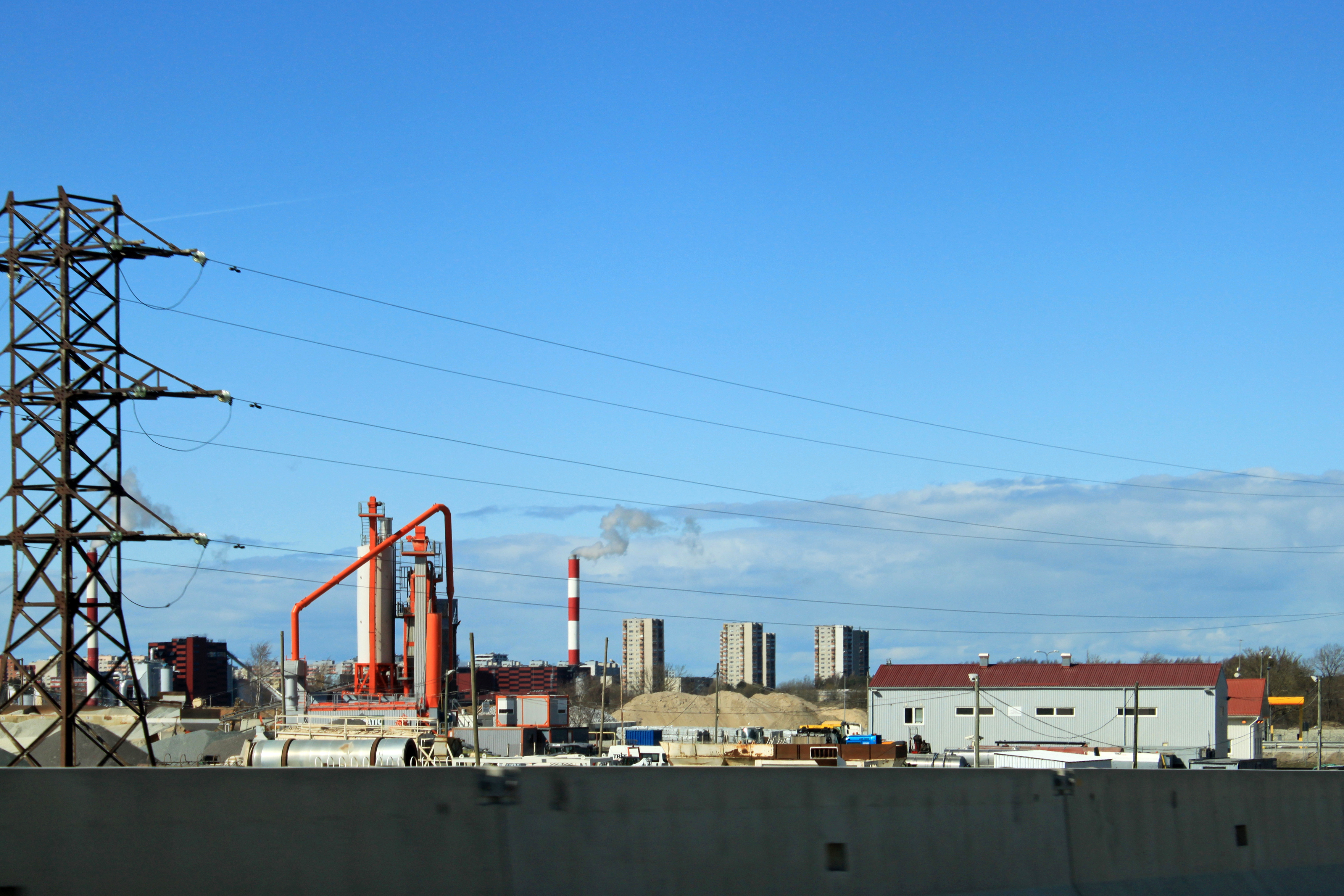
Väo vu de Lagedi tee.
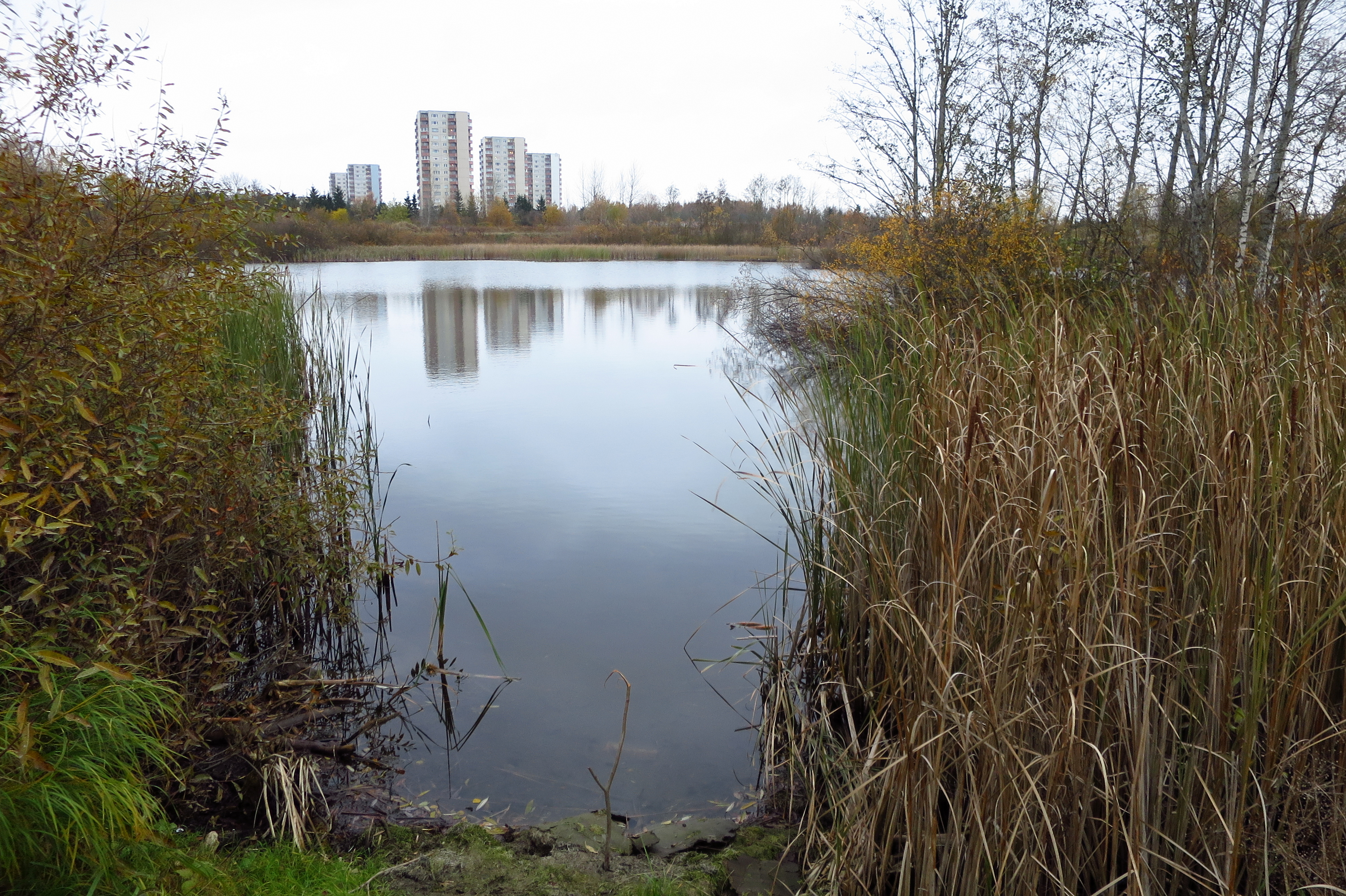
Lac Tooma.